# بربرة (الصومال)
بربرة (ِEnglish:Berbera)هي عاصمة منطقة الساحل في جمهورية أرض الصومال وهي مدينة التي تقع فيها الميناء البحري الرئيسي للبلاد. بربرة هي مدينة ساحلية وكانت العاصمة السابقة لمحمية الصومال البريطاني قبل هرجيسا.
في العصور القديمة، كانت بربرة جزءًا من سلسلة من مدن الموانئ التجارية على طول الساحل الصومالي. خلال الفترة الحديثة المبكرة، كانت بربرة أهم مكان للتجارة في شبه الجزيرة الصومالية. كانت فيما بعد عاصمة الصومال البريطاني محمية من 1884 إلى 1941، عندما تم استبدالها بـ هرجيسا. في عام 1960، حصلت محمية أرض الصومال البريطانية على استقلالها باسم دولة أرض الصومال واتحدت بعد خمسة أيام مع إقليم الصومال (سابقًا الصومال الإيطالي) لتشكيل جمهورية الصومال. موقع استراتيجي على طريق النفط، المدينة لديها ميناء بحري عميق، والذي يعد بمثابة الميناء التجاري الرئيسي في المنطقة.

## التاريخ

### العصور القديمة
كانت بربرة جزءًا من دول المدن الصومالية التي شاركت في شبكة تجارية مربحة تربط الصوماليين التجار مع فينيقيا، مصر البطلمية واليونان القديمة وبلاد فارس البارثية وسابا والنبطية والإمبراطورية الرومانية. استخدم البحارة الصوماليون السفينة البحرية الصومالية القديمة المعروفة باسم «سفينة بدن» لنقل حمولتهم.

يحافظ بربرة على الاسم القديم للساحل على طول الشاطئ الجنوبي ل خليج عدن. يُعتقد أنه الميناء القديم لـ «مالاو» ((بالإغريقية:  Μαλαὼ)‏) الموصوف على أنه 800 ستاديون خارج مدينة أفاليتس، الموصوفة في الفصل الثامن من محيط البحر الاحمر، والتي كتبها تاجر يوناني في القرن الأول الميلادي. في "Periplus" يوصف بأنه: 

### العصور الوسطى

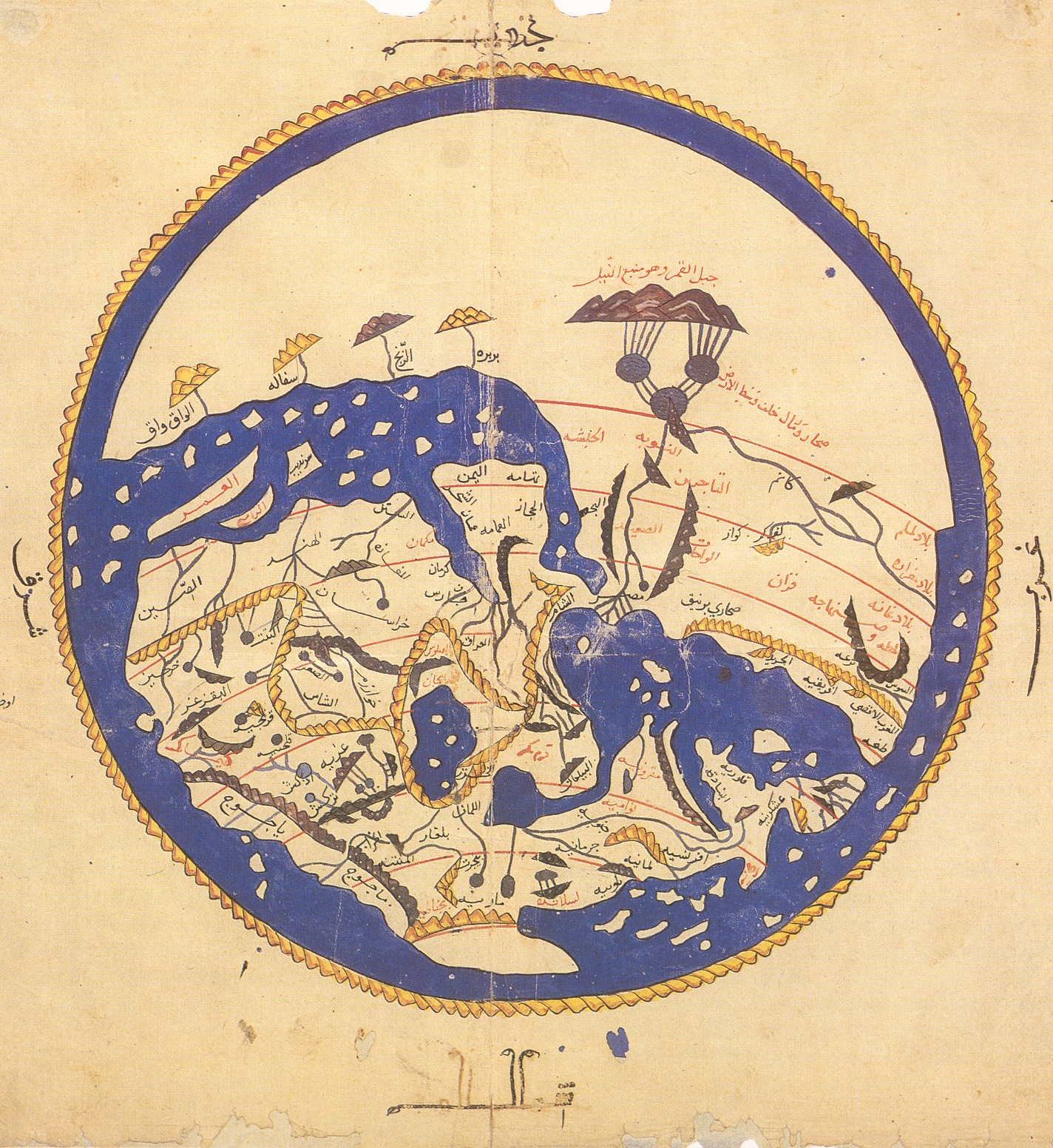
خريطة العالم من نسخة أبو عبد الله محمد بن محمد الإدريسي الهاشمي القرشي عام 1456. يمكن رؤية 'بربرة' بوضوح في هذه الطبعة اللاحقة من نزهة المشتاق في اختراق الآفاق أو كتاب روجر.

دوان تشنغشي، عالم صيني أسرة تانغ، وصف في عمله المكتوب لعام 863 بعد الميلاد تجارة الرقيق، تجارة العاج، والعنبر تجارة البوبالي، التي يُعتقد أنها بربرة. كما ذكر الرحالة الإسلامي ابن سعيد وكذلك ابن بطوطة المدينة العظيمة في القرن الثالث عشر.
في كتاب أبو الفداء، "A Sketch of the Countries" ((بالعربية:  تقويم البلدان))، اليوم خليج عدن بربرة، مما يدل على مدى أهمية بربرة في كل من التجارة الإقليمية والدولية خلال فترة القرون الوسطى.

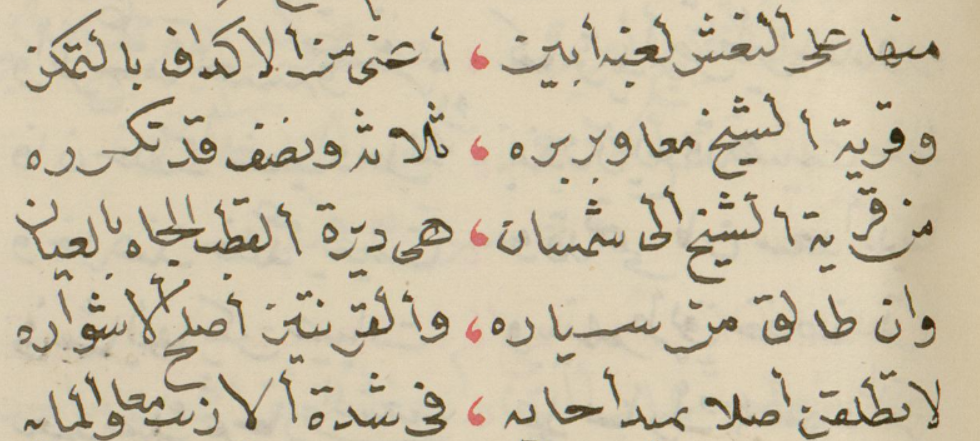
أحمد بن ماجد يشير إلى خليج عدن بخليج بربرة

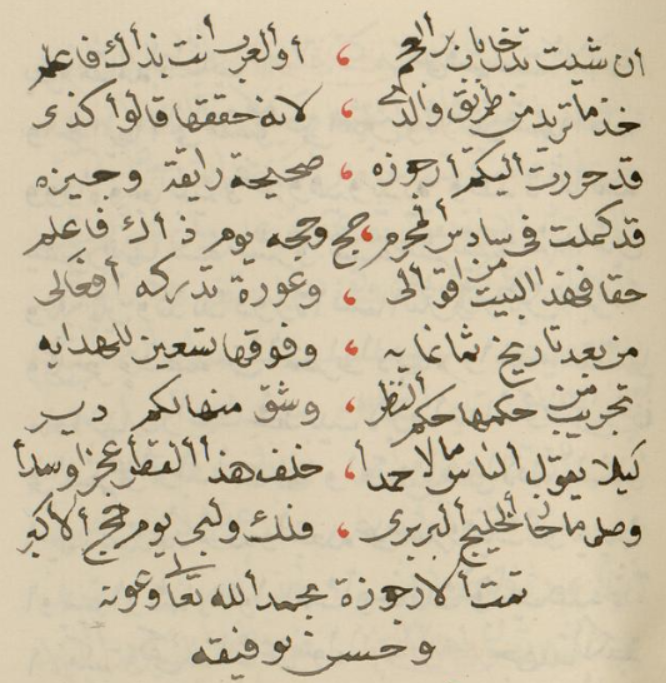
ملاحظات أحمد بن ماجد عن بربرة وعيل شيخ وسياره

كتب المستكشف العربي الأسطوري أحمد بن ماجد عن بربرة وبعض المعالم والموانئ الأخرى البارزة في الساحل الصومالي الشمالي وأشار إلى ما يُعرف الآن بـ خليج عدن بخليج بربرة. كما شمل زيلع وأرخبيلها، سياره، هيس، علولة، روجودا، ميده والشيخ والدراد.
كانت بربرة مستوطنة مهمة ومبنية جيدًا كانت بمثابة ميناء ميناء رئيسي لعدة ممالك متعاقبة الصوماليين في العصور الوسطى مثل أوائل مملكة عدل، سلطنة عفت وسلطنة عدل.
كانت بربرة، إلى جانب زيلع، أهم ميناءين يقعان داخل سلطنةعدل، وقد وفروا روابط سياسية وتجارية حيوية مع العالم الإسلامي الأوسع:
 النص الأصلي:
إلى أديا ينتمي إلى ميناء جيد جدًا، اتصل ببارابوا، رئيس المدينة هو أرات، يطيع الملك الذي هو عدو لأبيفين. بارابوا وزيلا هما مكانان تجاريان عظيمان، من خلال إعادة النظر في ملاءمة موانئهما، نحو الدخول إلى البحر الأحمر.
«اللغة الإنجليزية الحديثة:»
ينتمي إلى عادل ميناء جيد جدًا، يُدعى باربرا، ومدينتها الرئيسية هرار، يطيع الملك الذي هو عدو للحباسيين. باربرا وزيلا هما مكانان تجاريان عظيمان، بسبب ملاءمة موانئهما، نحو دخول البحر الأحمر. 
جنبًا إلى جنب مع الموانئ والمستوطنات الأخرى في شرق إفريقيا والقرن، كتب المستكشفون دوارتي باربوسا وليو أفريكانوس روايات موجزة عن مدينة بربرة الساحلية في أوائل القرن السادس عشر، توضح بالتفصيل علاقاتها التجارية التاريخية مع عدن وخمبات (كامباي):
 علاوة على ذلك، على نفس الساحل، توجد بلدة للمسلمين تسمى باربرا. بها ميناء تلامس فيه العديد من سفن عدني وكامباي بضائعها، ومن هناك تحمل سفن كامباي الكثير من الذهب والعاج وأشياء أخرى، وتأخذ سفن عدن العديد من المؤن واللحوم والعسل والشمع. لأنها، كما يقولون، بلد وفير للغاية. 
 تصل العديد من سفن عدن وكامباي إلى باربرا وبضائعها للتبادل. ومن هناك أخذوا الكثير من اللحم والعسل والشمع والطعام لعدن والذهب والعاج وأشياء أخرى لـ كامباي. 
وفقًا ل سلمان ريس، أميرال عثماني طموح في البحر الأحمر، كانت بربرة غنية بـ اللؤلؤ، وكمية البضائع والتجارة التي تتكون من «ذهب ومسك وتجارة العاج» الموجود في بربرة، على الساحل الصومالي، وصفه سلمان بأنه«غير محدود».

### أوائل العصر الحديث إلى ما قبل الاستعمار

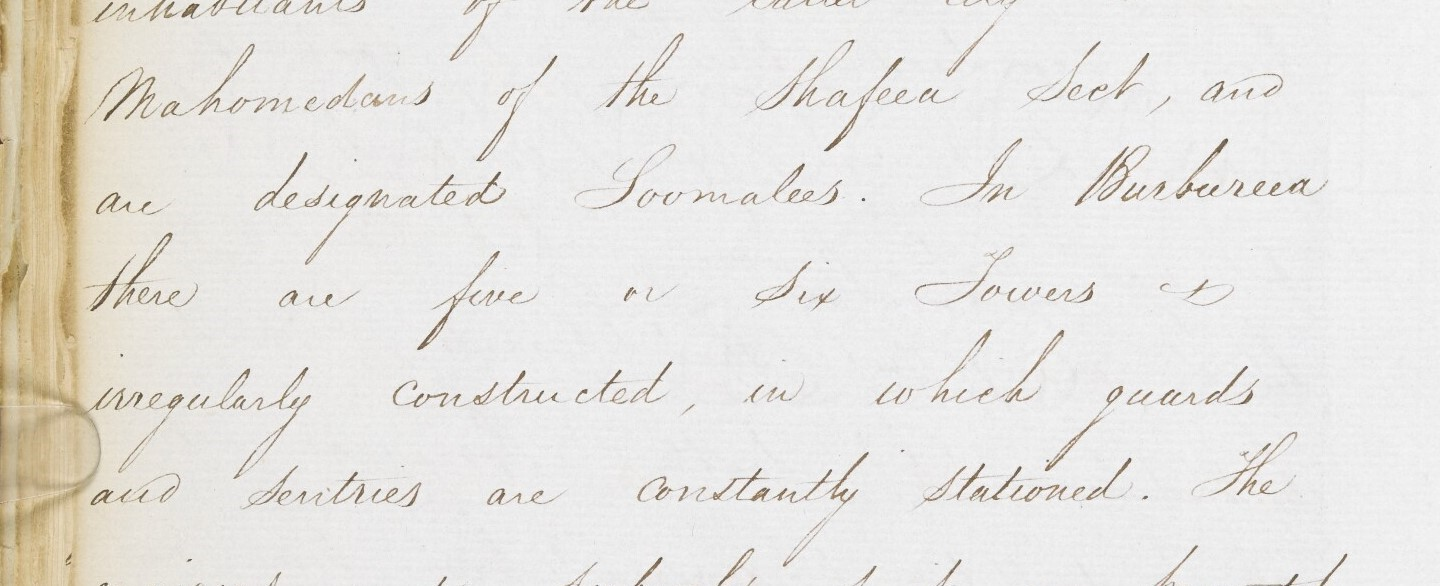
مجموعة مختارة من رسالة إلى حاكم بومباي توضح بالتفصيل أبراج بربرة المكونة من 5 إلى 6 أبراج وحراس مسلحين.

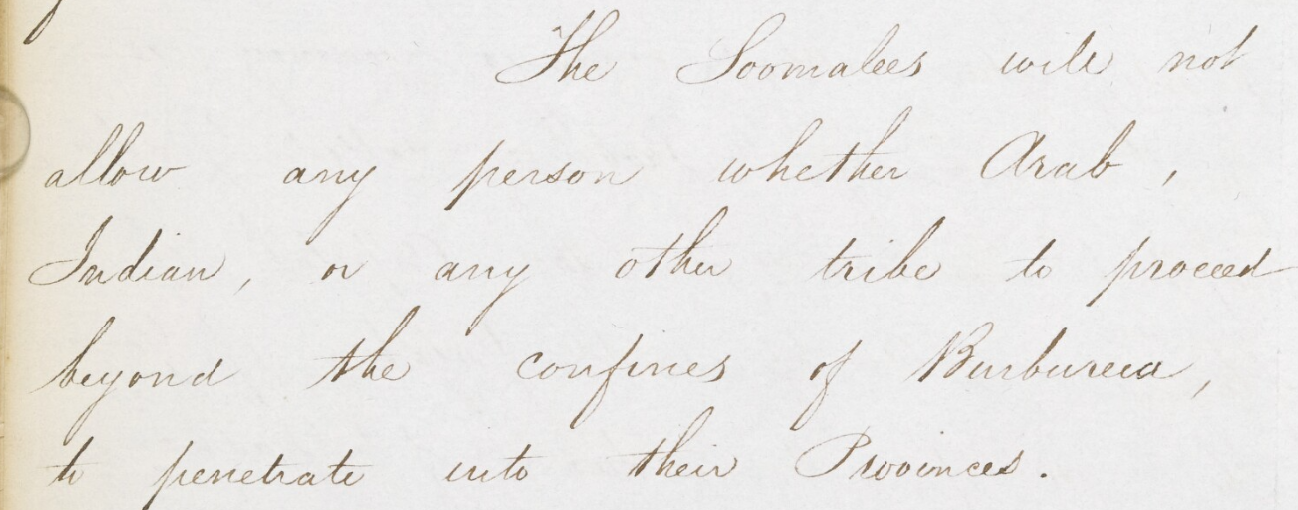
أبقى الصوماليون المناطق الداخلية خالية من الأجانب وقيّدوا وصولهم إلى بربرة فقط.

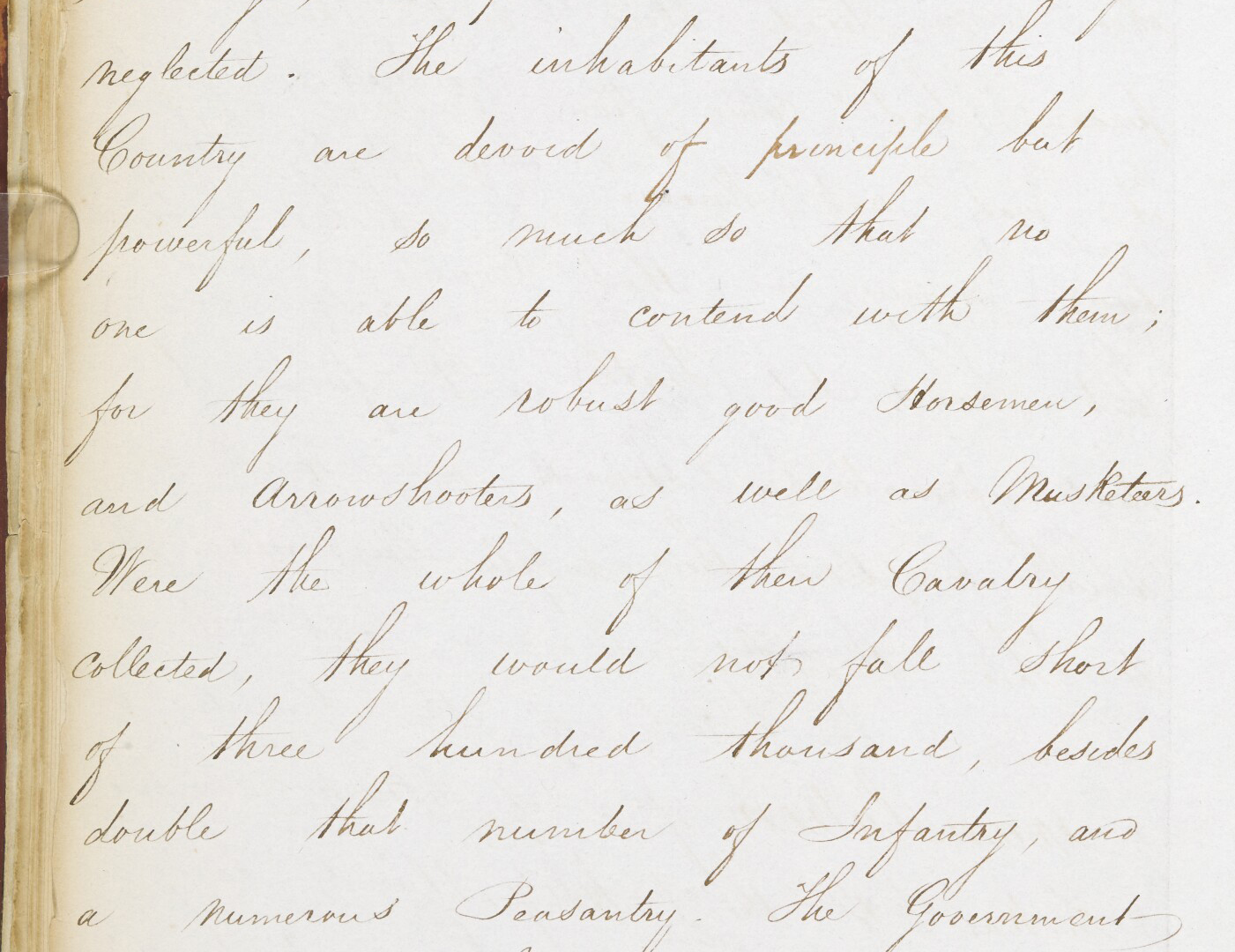
فتمت الإشارة إلى إتقان سكان بربرة البنادق ، وامتلاك سلاح الفرسان والرماية.

كان أحد الأمور المؤكدة حول بربرة على مدى القرون التالية هو أنها كانت موقعًا لمعرض سنوي أقيم بين أكتوبر وأبريل، والذي يصفه مردخاي عبير بأنه «من بين أهم الأحداث التجارية في الساحل الشرقي لأفريقيا». العشائر الصومالية الفرعية الرئيسية في إسحاق في أرض الصومال، تجمع قوافل من هرار والداخلية وتجار بانيان من بوربندر ومانجالور ومومباي للتجارة. كل هذا تم إخفاؤه عن التجار الأوروبيين. <المرجع> عبير، «عصر الأمراء»، ص. 17</ref> قدم الملازم CJ Cruttenden ، الذي كتب مذكرات تصف هذا الجزء من الساحل الصومالي بتاريخ 12 مايو 1848، وصفًا لمعرض بربرة وسردًا للمحيط التاريخي للمدينة: «قناة مائية من الحجر وتشونام، يبلغ طولها حوالي تسعة أميال [15 كيلومترًا]»، والتي تم إفراغها مرة واحدة في خزان جاف حاليًا بجوار أنقاض مسجد. استكشف جزءًا من مساره من الخزان مرورًا بعدد من المقابر المبنية من الحجارة المأخوذة من القناة للوصول إلى نبع، كانت فوقه «بقايا حصن صغير أو برج تشونام وحجر... على جانب التل. مباشرة خلال الربيع». وأشار كروتيندين إلى أنه في «الأسلوب كان مختلفًا عن أي منازل موجودة الآن على الساحل الصومالي»، واختتم بملاحظة وجود «حي الحصن المذكور أعلاه [و] وفرة من الزجاج المكسور والفخار... استنتاج أنه كان مكانًا قديمًا؛ ولكن، على الرغم من إجراء بحث دؤوب، لم يتم اكتشاف أي آثار للنقوش».
كانت بربرة أهم ميناء في شبه الجزيرة الصومالية بين القرنين الثامن عشر والتاسع عشر. لقرون، أقامت بربرة علاقات تجارية واسعة مع العديد من الموانئ التاريخية في شبه الجزيرة العربية وشبه القارة الهندية. بالإضافة إلى ذلك، كانت التصميمات الداخلية الصومالية والإثيوبية تعتمد بشكل كبير على بربرة للتجارة، حيث وصلت معظم البضائع للتصدير.
أحد أقدم الروايات التي تعود إلى فترة ما قبل الاستعمار يأتي من إبراهيم بونكار الذي كتب مذكرات في عام 1801 ورسالة في عام 1809 إلى حاكم بومباي جون دنكان. مشيرا إلى أن بربرة كان بها 5-6 أبراج مع حراس مسلحين، كان يذهب ليصف التجارة والمظهر العام للمدينة. مع ملاحظة أن سكان الصوماليين المنتمين إلى مدرسة الشافعي السنية الإسلام جاءوا من هرار في الداخل جنبًا إلى جنب جوندر وشيوا. جاء القماش والأرز والتبغ من كوتش في غوجارات ومسقط مع كون موكا، جدة والمكلا مصدر التمر والقصدير. صرح بانكر أن الصوماليين في المنطقة كانوا ماهرين الفرسان ويمتلكون سلاح الفرسان الأقوياء ومعرفة بـ الرماية لكنهم غالبًا ما كانوا منقسمين داخليًا لكنهم متحدين ضد أعداء مشتركين. تم منع جميع الأجانب بما في ذلك العرب والهنود الذين غالبًا ما يترددون على بربرة، من المغامرة في مناطق داخلية أخرى، خشية الوصول إلى التجارة المربحة في هرار مباشرةً وتجاوز الصوماليين.

خلال موسم التجارة عام 1833، تضخم عدد سكان المدينة الساحلية ليصل إلى 70.000 شخص، ووصل ما يزيد عن 6000 من الإبل المحملة بالبضائع من الداخل في غضون يوم واحد. كانت بربرة السوق الرئيسي في الساحل الصومالي بأكمله للعديد من السلع المشتراة من الداخل، مثل الماشية، القهوة، اللبان، المر، صمغ الأكاسيا والزعفران والريش والشمع والسمن وإخفاء (الجلد) والذهب والعاج. في موسم التداول لعام 1840، المستكشف الفرنسي تشارلز كزافييه روشيت د. زار Héricourt بربرة وقدر إجمالي صادرات الموسم بحوالي ثلاثة عشر مرة أكبر من صادرات مصوع. 
وفقًا لمجلة تجارية نُشرت عام 1856، وُصفت بربرة بأنها «الميناء الأكثر حرية في العالم، وأهم مكان تجاري في الخليج العربي بأكمله».
 "الموانئ البحرية الوحيدة ذات الأهمية على هذا الساحل هي فيلة [زيلا] وبربرة؛ الأولى مستعمرة عربية تابعة للموكا، لكن بربرة مستقلة عن أي قوة أجنبية. إنه، بدون تسميته، الميناء الأكثر حرية في العالم، وأهم مكان تجاري على الخليج العربي كله. من بداية نوفمبر إلى نهاية أبريل، يتجمع معرض كبير في بربرة، وتأتي قوافل مؤلفة من 6000 جمل في وقت واحد من الداخل محملة بالقهوة (تعتبر أفضل من موكا في بومباي)، علكة، عاج، جلود، جلود والحبوب والماشية والحليب الزبادي، بديل المشروبات المخمرة في هذه المناطق؛ كما يتم إحضار الكثير من الماشية إلى سوق عدن. ” 

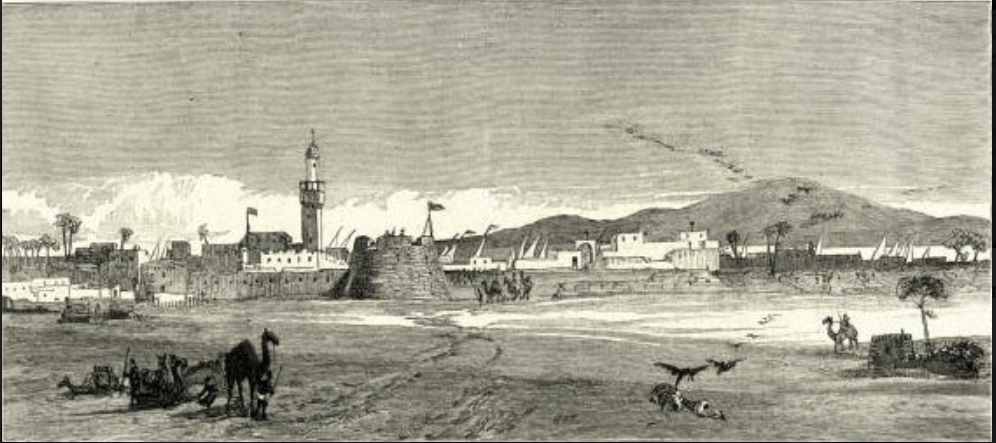
رسم توضيحي لـبربرة 1884

تاريخيًا، كان ميناء بربرة يخضع لسيطرة محلية بين عشيرة هبر أوال رير أحمد نور (أيال أحمد) ورير يونس نوح (أيال يونس). أدارت هاتان العشائرتان الفرعيتان بشكل فعال تجارة المدينة، لا سيما في معاملات جميع المعاملات والسمسرة بين مختلف الأطراف لإصدار اتفاقيات حماية تجاه التجار العرب والهنود الأجانب. في عام 1845، اندلعت العشيرتان الفرعيتان حول السيطرة على تجارة بربرة، مما أدى إلى مشاجرة أوسع حيث سعى كل جانب للحصول على دعم خارجي. وبدعم من الحاج شرماركي علي صالح، طرد رير أحمد نوح أقاربهم وأعلنوا أنفسهم سادة التجارة الوحيدة في بربرة. تحرك المهزوم رير يونس نوح غربًا وأسس ميناء بلهار الذي أصبح فيما بعد، لفترة وجيزة، منافسًا تجاريًا لبيربرا المجاورة.
 قبل ذلك، وقبل الاستيطان البريطاني في عدن عام 1839، كانت سلالتا عيال يونس وعيال أحمد من عشيرة هبر أوال تسيطر على بربرة وتدير تجارتها بشكل مشترك، وتقاسمت الأرباح على جميع المعاملات التجارية كـ «حماة» (أبانس) التجار الأجانب من شبه الجزيرة العربية والهند. في ظل تحفيز التطورات في عدن، ازداد ازدهار الميناء بشكل ملحوظ، طرد عيال يونس المهيمن عدديًا أقاربهم المنافسين وأعلنوا أنفسهم سادة تجاريين في بربرة. أدى ذلك إلى عداء سعى فيه كل جانب إلى الحصول على مساعدة خارجية؛ عيال أحمد المهزوم لجأ إلى الحاج شيرمارك علي ورجال عشيرة هبر يونس لدعمهم. مع هذا الدعم، تمكنوا بعد ذلك من إعادة تأسيس أنفسهم وطرد عيال يونس الذين انتقلوا إلى الطريق الصغير لبلهار، على بعد بضعة أميال إلى الغرب من بربرة. 

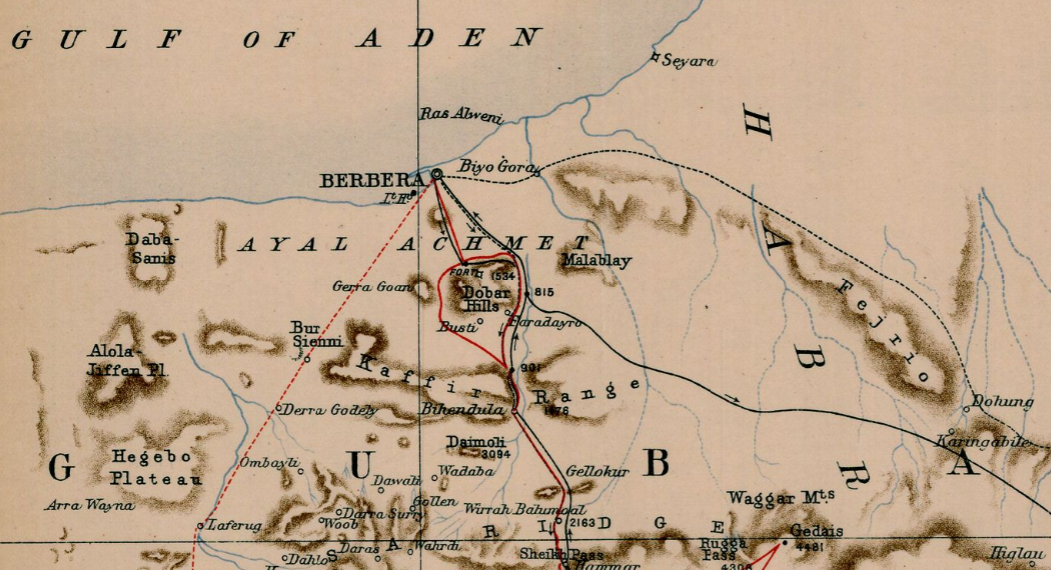
خريطة توضح بربرة وطرقها التجارية ، مع عيال أحمد (رير أحمد نوح) الواقعة في بربرة وضواحيها.

ومع ذلك، كانت تصرفات شرماركي علي صالح في النهاية خدعة سياسية للسيطرة على بربرة لنفسه، وهو ما حققه في النهاية لعدة سنوات.
قاد بربرة معظم حركة التجارة مع الداخلية الصومالية والإثيوبية. امتد الطريقان الرئيسيان لتجارة القوافل من بربرة إلى هرر و شيوا في الغرب، وإلى حوض شبيلي في الجنوب (على الرغم من أن بعض القوافل كانت تسافر من / إلى أبعد من ذلك مثل نهر جوبا).
علاوة على ذلك، تم استخدام طرق تجارة القوافل الداخلية أيضًا بشكل متزامن كطرق حج خلال موسم التجارة من قبل الصوماليين الحجاج الذين أقاموا في عمق المناطق الداخلية:
 "الطريقان المؤديان إلى شرق إفريقيا المذكورين، وهما طريق البحر، والطريق الثاني عن طريق بربرة، عبر الأراضي الصومالية، هما في الأساس طرق تجارية، وهما فقط طرق حج تابعة وغير مقصودة. طريق بربرة هو الذي عادة ما يستفيد منه الحجاج الصوماليون (باستثناء أولئك الذين يعيشون بالقرب من الساحل)؛ وعندما يوافق موسم الحج على الفترة التي تغادر فيها القوافل السنوية إلى بربرة، كما حدث في عام 1865، فإن هذا الطريق هو المفضل دائمًا؛ ولكن عندما لا تتفق المواسم، يبتعد الحجاج عن طريق القوافل، ويشقون طريقهم مباشرة إلى الموسوح، مسارهم إلى شرق الحبشة. ” 

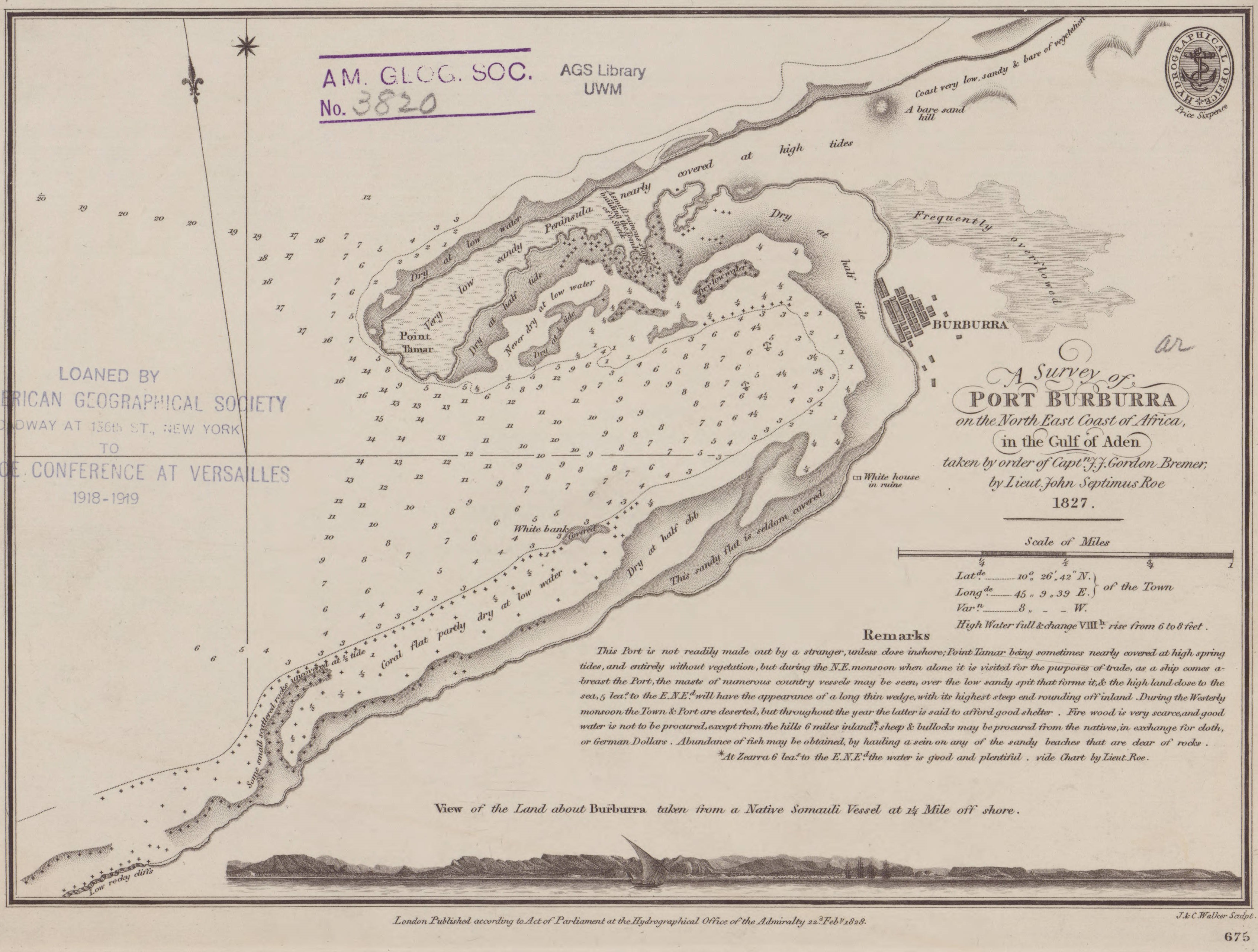
مخطط الأميرالية بربرة رسمها الملازم جون سيبتيموس رو.

كانت المخا، عدن، جدة والعديد من الموانئ الأخرى في شبه الجزيرة العربية على اتصال دائم مع بربرة فيما يتعلق بالتجارة العامة والتجارة:
 كانت بربرة ميناءً رئيسياً من العصور القديمة التي تم تداولها، مع شوا، وهرار والبلاد الداخلية، وكذلك مع جدة وموكا وعدن وموانئ الجزيرة العربية الأخرى والأراضي إلى الشرق أبعد من ذلك. <المرجع > Pankhurst, R. (1965). Journal of Ethiopian Studies Vol. 3، No. 1 (بالإنجليزية). Institute of Ethiopian Studies. p. 44.</ref> 
في السنوات الأولى من القرن التاسع عشر، كان للصوماليين في بربرة قانون ملاحي حيث استبعدوا السفن العربية وجلبوا البضائع والمنتجات الداخلية في سفنهم إلى الموانئ العربية:
 أقامت بربرة معرضًا سنويًا خلال الأشهر الباردة الخالية من الأمطار بين أكتوبر وأبريل. تعامل هذا السوق الطويل الأمد مع كميات هائلة من البن والصمغ العربي والمر وسلع أخرى. هذه البضائع في أوائل القرن التاسع عشر كان يتم تداولها بشكل حصري تقريبًا من قبل الصوماليين الذين، حسب قول السلط، كان لهم «نوع من العمل الملاحي يستبعدون بواسطته السفن العربية من موانئهم وجلب منتجات بلادهم إما إلى عدن أو المخا بمفردهم. dows.» 
في جزء كبير من القرن التاسع عشر، كانت التجارة بين بربرة وعدن مهمة جدًا في الفترة اللاحقة لدرجة أنه عندما أثرت الاضطرابات على موسم تجارة بربرة، عانت عدن أيضًا نتيجة لذلك. وفقًا للكابتن هينز، الذي كان حينها الحاكم الاستعماري لعدن (1839-1854)، فإن 80٪ من عائدات عدن في عام 1848 كانت مستمدة من الرسوم المفروضة على البضائع المستوردة من بربرة. بالإضافة إلى ذلك ، وصل معظم البن الذي استوردته المخا (مركز تجارة البن في أوائل العصر الحديث) من تجار هبر أوال الصوماليين من بربرة ، الذين اشتروا حبوب البن من ضواحي هرار. على الرغم من أن حبوب البن كانت تُزرع في هرر (إثيوبيا حاليًا)، إلا أن القهوة سميت «قهوة بربرة» في السوق الدولية ، واعتبرت حبوب القهوة أفضل من الأصناف المزروعة محليًا في اليمن.

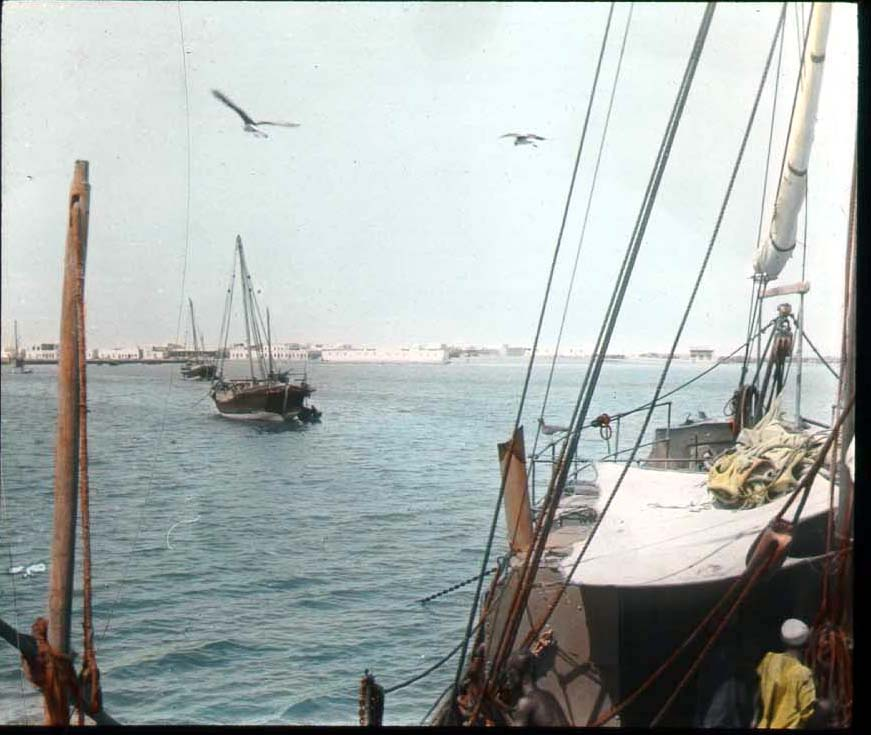
ميناء بربرة ، 1896

 من بين الصادرات التي خرجت من بربرة وغيرها من المعارض المماثلة على الساحل الصومالي القهوة التي جاءت من مناطق بعيدة في هرار. ادعى Haines أن ثلثي القهوة التي يتم شحنها في Mocha جاءت من هذا المصدر. كان هناك أيضًا ارتفاع في تصدير الصمغ العربي الذي كان مطلوبًا بشدة في أوروبا والولايات المتحدة. كانت هناك كميات صغيرة من تلك المنتجات القديمة والتي لا تزال ثمينة ، المر واللبان. وكانت هناك جلود وجلود وأغنام وماعز أوجدت حامية عدن طلبًا كبيرًا عليها. في أربعينيات القرن التاسع عشر ، كانت هذه التجارة مهمة جدًا بالنسبة لعدن لدرجة أنه عندما أدت الاضطرابات في أرض الصومال في بعض الأحيان إلى تأخير إغلاق معرض بربرة إلى ما بعد نهاية السنة المالية في عدن ، اعتبر هينز أن الأرقام التجارية لذلك العام غير واقعية تمامًا. وقد يكون كذلك ، لما لا يقل عن 80٪ من عائدات عدن حتى عام 1848 أتت من الرسوم المفروضة على المنتجات التي تم جلبها من بربرة. 
وبحسب ريتشارد فرانسيس بيرتون، الذي زار كل من بربرة وهرار أثناء أسفاره ، فقد كرر قول هراري الشهير الذي سمعه عام 1854:
 «الذي يقود في بربرة ، يحمل لحية هرر في يديه.»  
قام المستكشف البريطاني ريتشارد بيرتون بزيارتين إلى هذا الميناء ، وشابت زيارته الثانية هجومًا على معسكره من قبل مجموعة من المحاربين الصوماليين المحليين ، وعلى الرغم من تمكن بيرتون من الفرار إلى عدن، قتل أحد رفاقه. كتب بيرتون ، إدراكًا منه لأهمية المدينة الساحلية:
{{اقتباس | في المقام الأول ، بربرة هي المفتاح الحقيقي للبحر الأحمر ، ومركز حركة المرور في شرق إفريقيا ، والمكان الآمن الوحيد للشحن على الساحل الغربي للإريتريا ، من السويس إلى جواردافوي. مدعومًا بأراضي قادرة على الزراعة ، وتلال مغطاة بأشجار الصنوبر وغيرها من الأشجار القيمة ، وتتمتع بمناخ معتدل نسبيًا ، مع رياح موسمية منتظمة وإن كانت ضعيفة ، هذا الميناء كان مطمعا من قبل العديد من الفاتحين الأجانب. لقد ألقت الظروف بذلك كما كانت في أحضاننا ، وإذا رفضنا الفرصة ، فلن تكون دولة أخرى منافسة عمياء جدًا. قام البريطانيون بتحصين المحمية من عدن وأدارها من مستعمرتهم الهند البريطانية حتى عام 1898. ثم كانت أرض الصومال البريطانية تدار من قبل وزارة الخارجية حتى عام 1905 وبعد ذلك من قبل مكتب الاستعمار.

### الصومال البريطاني
على الرغم من موقع بربرة الاستراتيجي ، كونه الميناء الوحيد الذي يحتوي على ميناء محمي على الجانب الجنوبي من خليج عدن (بوابة قناة السويس)، فقد جاء البريطانيون لاحقًا للندم على سيطرتهم الاسمية على منطقة. في الواقع ، زار ونستون تشرشل بربرة ذات مرة في عام 1907 عندما كان وكيل وزارة الدولة لشؤون المستعمرات، وأشار إلى التخلي عن المحمية ، لأنها كانت «غير منتجة وغير مضيافة والناس معادية جدًا للاحتلال.» كانت الأغراض المعلنة لإنشاء المحمية هي «تأمين سوق التوريد واستبعاد تدخل القوى الأجنبية». نظر البريطانيون بشكل أساسي إلى المحمية كمصدر لإمدادات اللحوم لبؤرتهم البريطانية الهندية في عدن من خلال الحفاظ على النظام في المناطق الساحلية وحماية طرق القوافل من داخلي. <المرجع> ساماتر ، ص. 32</ref> لم تقم الإدارة الاستعمارية خلال هذه الفترة بتمديد البنية التحتية خارج الساحل (والتي تركت العشائر الصومالية في الداخل محمية ذات استقلالية أكبر)،  ويتناقض مع التجربة الاستعمارية الأكثر تدخلاً لـ الصومال الإيطالي. ومع ذلك ، كانت هناك خطط في الأيام الأولى للمحمية للاستثمار في مشاريع البنية التحتية الكبرى مثل مبادرة سكة حديد بربرة - هرار المهجورة ، والتي عارضها البرلمان على أساس أنها ستضر بالاتفاقية الودية (الاتفاق الودي) بين فرنسا وبريطانيا.
 تم اقتراح خط سكة حديد من بربرة إلى هرار في الحبشة كوسيلة لجلب سهولة الوصول إلى المناطق الداخلية للمحمية ، وفي نفس الوقت تقديم الطعام لتجارة الحبشة ؛ لكن تم رفضه على أساس أن التنافس مع السكك الحديدية الفرنسية من جيبوتي إلى أديس أبابا سيكون سياسة سيئة في وقت تم فيه ترسيخ الوفاق الودي. 
في أغسطس 1940، خلال حملة شرق إفريقيا، كانت أرض الصومال البريطانية لفترة وجيزة احتلتها إيطاليا بعد أن هزمت قوة غزو كبيرة القوات الاستعمارية البريطانية في ال معركة تاغ أركان. خلال هذه الفترة ، اعتقل البريطانيون الجنود والمسؤولين الحكوميين لإجلائهم من الأراضي عبر بربرة. في المجموع ، تم إجلاء 7000 شخص ، بما في ذلك المدنيين. تم إعطاء الصوماليين الذين يخدمون في فيلق الجمال في أرض الصومال خيار الإخلاء أو التسريح ؛ اختار الغالبية البقاء وسُمح لهم بالاحتفاظ بأسلحتهم. في مارس 1941، استعادت القوات البريطانية الحماية خلال عملية الظهور بعد ستة أشهر من الاحتلال. أُخذ أول أسرى حرب أستراليين في الحرب العالمية الثانية رهينة هنا في عام 1940.
نالت محمية أرض الصومال البريطانية استقلالها في 26 يونيو 1960 باسم دولة أرض الصومال،  قبل الاتحاد كما هو مخطط بعد خمسة أيام مع الصومال الإيطالي) لتشكيل جمهورية الصومال.

### المرحلة المعاصرة
في فترة ما بعد الاستقلال ، كانت بربرة تُدار كجزء من المقاطعة الشمالية الغربية من جمهورية الصومال. كانت بمثابة الميناء الرئيسي للماشية في الجمهورية وفي السبعينيات والثمانينيات من القرن الماضي ، خرجت جميع صادرات المواشي تقريبًا عبر ميناء بربرة عبر تجار المواشي إسحاق. شكلت صادرات الماشية بالكامل ما يزيد عن 90٪ من إجمالي أرقام الصادرات لجمهورية الصومال في عام معين ، وقدمت صادرات بربرة وحدها أكثر من 75٪ من الدخل المسجل بالعملة الأجنبية للبلاد في ذلك الوقت. كان المستهلكون الرئيسيون هم دول الخليج الثرية والمملكة العربية السعودية على وجه الخصوص.
في وقت مبكر من عام 1962، وافق الاتحاد السوفيتي على مساعدة الجمهورية الصومال الناشئة في بناء مرافق الموانئ الحديثة وقاعدة عسكرية ، والتي اكتملت في عام 1969 واستدعتها ستة عشر سفينة سوفيتية في عام 1971. بالتزامن مع حرب أوجادين بين جمهورية الصومال وإثيوبيا في عام 1977، غادر السوفييت بربرة والأمة ككل بسبب خلاف ، تاركين الولايات المتحدة للوصول معها استثمار بقيمة 40 مليون دولار ومنشآت صحية جديدة في عام 1980. وبحلول عام 1985، كان عدد سكان المدينة يقدر بـ 70.000 نسمة ، مع اندلاع الحرب الأهلية الصومالية، طردت الحركة الوطنية الصومالية (SNM) القوات الحكومية من المدينة في أعقاب الجو. عمليات القصف والقتل خارج نطاق القضاء التي تلحق بالسكان من قبل الحكومة. مع سقوط الجنرال سياد بري عام 1991، أعلنت المنطقة الشمالية من جمهورية الصومال الاستقلال الوطني لجمهورية أرض الصومال. بدأت بعد ذلك عملية بطيئة لإعادة بناء البنية التحتية في بربرة وبلدات أخرى في المنطقة.
لا تزال المدينة ميناءًا إقليميًا تنافسيًا وفي عام 2016 تم التوصل إلى اتفاقية بقيمة 442 مليون دولار أمريكي بين موانئ دبي العالمية وحكومة أرض الصومال. تتضمن الصفقة تعزيز وتشغيل مركز التجارة واللوجستيات الإقليمي في ميناء بربرة. المشروع الذي سوف على مراحل ، وسيشمل أيضًا إنشاء منطقة حرة.
في 1 مارس 2018، أصبحت إثيوبيا مساهمًا رئيسيًا بعد اتفاقية مع موانئ دبي العالمية وهيئة موانئ أرض الصومال. تمتلك موانئ دبي العالمية 51٪ من المشروع ، وأرض الصومال 30٪ وإثيوبيا 19٪ المتبقية. كجزء من الاتفاقية ، ستستثمر حكومة إثيوبيا في البنية التحتية لتطوير ممر بربرة كبوابة تجارية للدولة الداخلية ، التي تعد واحدة من أسرع الدول نموًا في العالم. هناك أيضًا خطط لبناء رصيف إضافي في ميناء بربرة ، تماشيًا مع خطة بربرة الرئيسية ، التي بدأت موانئ دبي العالمية في تنفيذها ، مع إضافة معدات جديدة لزيادة كفاءة وإنتاجية الميناء.
تأتي الاتفاقية كجزء من مذكرة تفاهم أكبر بين حكومة وحكومة الإمارات العربية المتحدة وحكومة أرض الصومال لزيادة تعزيز العلاقات الاستراتيجية بينهما. الصومال كانت محاولات الصومال لعرقلة ومنع الصفقة محبطة وفشلت في إيقاف المشروع من البدء.

## الجغرافيا
تتميز بربرة بميناءها البحري، وهي الميناء الوحيد المتواجد في الساحل الجنوبي من خليج عدن، وبلغ عدد سكانها عام 2000 حوالي 200.000 نسمة. طقس المدينة حار جاف أغلب أوقات السنة، وفي موسم الأمطار يصبح حاراً رطباً. أغلب المناطق حول بربرة في المنطقة المنخفضة من الصومال صحراوية أو شبه صحراوية، حيث تصل درجات الحرارة صيفاً إلى 50°س. وأغلب سكان المنطقة يضطرون للهجرة إلى المناطق الداخلية الباردة في هذا الموسم.

## التجارة
تقع بربرة على الطريق بين هرجيسا وبرعو، ومطارها الآن يزيد من قدرتها التجارية. تصدر بربرة الأغنام، الصمغ العربي، اللبان، وشجر المر.